# 上妻宏光
上妻 宏光（あがつま ひろみつ、1973年7月27日 - ）は、日本の津軽三味線演奏家。茨城県日立市出身。
古典曲の独奏に限らず、民謡伴奏、洋楽とのセッション及び作曲において高い評価を得ており、各方面のアーティストや舞台、映画、ドラマ他への楽曲提供で活動。「伝統と革新」を活動のテーマとし、ジャンルや世代、国境を超えた活動で、津軽三味線の可能性の追求を続けている。

## 来歴
趣味で三味線を弾く父親の元で育ち、6歳より茨城県日立市の佐々木光義に入門して津軽三味線を学ぶ。
1989年、15歳10ヶ月で全日本津軽三味線競技大会（青森県北津軽郡金木町、現・五所川原市）において同大会史上最年少優勝。中学卒業後に上京（堀越高等学校入学）、ロックバンド六三四Musashiに加入するなどの活動を続けて腕を磨き、1995年および1996年の津軽三味線全国大会（青森県弘前市）で2連覇を果たす。
津軽三味線全国大会では課題曲を「津軽民謡」と定めているが、出場者のほぼ全員が、最も技巧に富み技量を誇示しやすい津軽じょんから節を選択するが、上妻は、2連覇時の1996年と3連覇のかかった翌1997年に、津軽じょんから節に比べて地味で、五大民謡中最大の難曲とされる「津軽よされ節」で出場。「四枚撥」と呼ばれる高度な技を織り込みつつ、圧倒的な完成度で優勝。翌1998年も三連覇を懸け「津軽よされ節」で挑むが、踊正太郎が優勝。三連覇は成らなかった。同審査結果は批判もあり、弘前「津軽三味線全国大会」が特定流派のための大会だと揶揄される一因となる。上妻以降に「津軽じょんから節」以外の楽曲を演奏して優勝した者はいなかったが葛西頼之が三下りで優勝。上妻は常々、「津軽よされ節」に対する強い思い入れを語っており、コンサートなどのMCで時折触れることがある。

## 人物
非常に謙虚な人物として知られ、先輩を立て、後輩を思いやる姿勢が評価されている。木乃下真市や福士豊秋と交流が深く、ステージでの交流も数多い木乃下については、「自分が日本一上手い」と思いこんでいた小学生時代、民謡酒場で木乃下の演奏を聴いて打ちのめされたという内容をインタビューで残している。六三四Musashiの後継三味線奏者である西はじめ、弟弟子である廣原武美には、ソロ・デビュー前から彼らの兄貴分としての付き合いがある。その一方、木乃下同様、中学校から高校時代は「かなりのやんちゃ坊主だった」とも語っている。

## 活動歴
ソロデビュー以前に加入していた邦楽器ロックバンド「六三四Musashi」は、テレビアニメ「NARUTO -ナルト-」の挿入曲、みちのくプロレス入場テーマ曲などに使用されている。TAKAみちのく（プロレスラー、現JUST TAP OUT代表）のテーマ曲「組曲Yamato Part4」にて演奏されている津軽三味線は上妻のものである。同曲は1997年に発売されたCD「みちのくプロレス大全集」に新録されている。
2001年にアルバム「AGATSUMA」でメジャー・デビュー。同作で第16回日本ゴールドディスク大賞の純邦楽・アルバム・オブ・ザ・イヤーを受賞。2003年には第11回スポニチ文化芸術大賞優秀賞を受賞。2003年、アメリカのDomo Recordsよりアルバム「Beams」で全米デビュー。
国内に限らず、アメリカやEUでツアーを行うなど海外でも精力的に演奏。ニューヨークのジャズ・クラブに飛び入りでセッションしたり、スペインでフラメンコとセッションするなど、古典にとどまらない活動を見せる。
2006年2月に行われたアメリカ東海岸ツアーでは、全米で放送されている「A&E Breakfast With The Arts」にゲストとして出演した。
2007年、「○ -エン-」にて第21回日本ゴールドディスク大賞の純邦楽・アルバム・オブ・ザ・イヤーを受賞した。
2012年、ディズニー夏祭り「爽涼鼓舞"ザ・ホットチャレンジ"」と「爽涼鼓舞"ザ・ファイナル"」の開始5分前BGMとして「Under The Moon」が使用された。

## ディスコグラフィ

### アルバム
- AGATSUMA（2001年9月7日）
- BEAMS（2002年7月26日）
- Classics（2003年3月12日）
- Beyond（2004年1月28日）
- 永遠の詩（2005年2月16日）
- ○ -エン-（2006年8月9日）
- 蒼風（2007年8月8日）
- AGATSUMA PLAYS STANDARDS（2008年10月8日）
- 十季 （2010年7月28日）
- THE BEST OF HIROMITSU AGATSUMA-freedom-（2010年7月28日）
- 楔-KUSABI-（2012年10月24日）
- GEN-源-（2014年1月1日）
- 伝統と革新-起-（2015年5月20日）
- 上妻宏光 Newest Best「粋-sui-」（2016年10月19日）
- NuTRAD（2018年11月7日）
- TSUGARU（2020年3月4日）

### ユニット参加アルバム
- AGA-SHIO （2009年11月11日） - AGA-SHIO名義（塩谷哲・上妻宏光）
- Asteroid and Butterfly （2020年3月4日） - やのとあがつま名義（矢野顕子・上妻宏光）

### シングル
- 蒼乱舞（2007年5月30日、北海道限定）

### DVD
- AGATSUMA LIFE（2004年1月28日）
- 劇場用長編アニメーション映画「NITABOH 仁太坊〜津軽三味線始祖外聞」（西澤昭男監督/2004年劇場公開）
- 大河ドラマ風林火山「風林火山紀行」のテーマ演奏

## CM
- トヨタ自動車「トヨタ・カローラフィールダー」（2002年）
- ロッテ「雪見だいふく」（2002年）
- スカイパー!&CATV "ANIMAX"（2005年）
- KIRIN「氷結」（2016年）